# Hasan Minhaj
Hasan Minhaj (Davis, 23 settembre 1985) è un comico e conduttore televisivo statunitense, noto per essere il conduttore di Patriot Act with Hasan Minhaj.

## Biografia

### Primi anni
Hasan Minhaj viene da una famiglia musulmana originario di Aligarh, India. I suoi genitori emigrarono in USA dove Hasan nacque. Dopo la nascita, sua madre Seema tornò in India per completare gli studi di medicina.

### Istruzione e Laurea
Ha frequentato la Davis Senior High School in California dove si è diplomato nel 2003. Ha frequentato l'Università della California, Davis dove si è laureato in scienze politiche nel 2007.

## Carriera

### Gli inizi
Nel 2009 si è trasferito a Los Angeles dove è stato finalista del programma della NBC Stand-up for Diversity.
Dal 2014 al 2018 è stato ospite fisso del programma The Daily Show e nel 2016 è stato sul set di Radio and Television Correspondents Dinner.
Nel 2017 ha scritto e diretto il film Hasan Minhaj: Homecoming King

### Il successo diPatriot Act
Nel marzo 2018 è stato annunciato che Hasan avrebbe aperto un nuovo programma.
Il programma ha debuttato il 28 ottobre 2018 su Netflix e ha preso il titolo di Patriot Act with Hasan Minhaj.
Nell'aprile 2019 è stato inserito dalla rivista Time tra le 100 persone più influenti nel mondo.
Nel 2020 per ragioni politiche e sociali, soprattutto a causa della morte di George Floyd, viene comunicato il termine dell'esperienza di Patriot Act.

## Vita privata
Nel gennaio 2015 ha sposato Beena Patel, la coppia vive a New York. Nel 2018 hanno avuto una figlia. Nel 2020 hanno avuto un figlio.

## Filmografia

### Cinema
- Crazy Night - Festa col morto (Rough Night), regia di Lucia Aniello (2017)
- Il tuo ex non muore mai (The Spy Who Dumped Me), regia di Susanna Fogel (2018)
- Fidanzata in affitto (No Hard Feelings), regia di Gene Stupnitsky (2023)
- La casa dei fantasmi (Haunted Mansion), regia di Justin Simien (2023)
- It Ends with Us - Siamo noi a dire basta (It Ends with Us), regia di Justin Baldoni (2024)
- Tron: Ares, regia di Joachim Rønning (2025)

### Televisione
- Disaster Date – reality show (2010)
- Arrested Development - Ti presento i miei (Arrested Development) – serie TV, episodio 4x05 (2013)
- Getting On – serie TV, episodio 1x05 (2013)
- The Daily Show – talk show (2014-2018)
- Hasan Minhaj: Homecoming King, regia di Christopher Storer – speciale TV (2017)
- Champions – serie TV, episodio 1x04 (2018)
- Comedians in Cars Getting Coffee – talk show, episodio 10x07 (2018)
- Patriot Act with Hasan Minhaj – programma televisivo (2018-2020)
- The Morning Show – serie TV, 4 episodi (2021)

### Doppiatore
- Far Cry 4 – videogioco (2014)
- Poupelle della città dei camini (えんとつ町のプペル), regia di Yusuke Hirota (2020)

## Doppiatori italiani
Nelle versioni in italiano delle opere in cui ha recitato, Hasan Minhaj è stato doppiato da:
- Nanni Baldini ne Il tuo ex non muore mai, It Ends with Us - Siamo noi a dire basta
- Stefano Brusa in Fidanzata in affitto

Da doppiatore è stato sostituito da:
- Piero Di Blasio in Poupelle della città dei camini